# 勝山南
勝山南（かつやまみなみ）は、大阪府大阪市生野区にある町名。現行行政地名は勝山南一丁目から勝山南四丁目。

## 地理
生野区の西部に位置し、東に田島、南西に生野西、南に生野東、南東に舎利寺、北に勝山北と接している。

### 河川
- 平野川

## 世帯数と人口
2019年（平成31年）3月31日現在の世帯数と人口は以下の通りである。
| 丁目         | 世帯数    | 人口    |
| ------------ | --------- | ------- |
| 勝山南一丁目 | 843世帯   | 1,533人 |
| 勝山南二丁目 | 287世帯   | 523人   |
| 勝山南三丁目 | 503世帯   | 950人   |
| 勝山南四丁目 | 546世帯   | 992人   |
| 計           | 2,179世帯 | 3,998人 |

### 人口の変遷
国勢調査による人口の推移。
| 1995年（平成7年）  | 5,371人 | [ 5 ] |  |
| 2000年（平成12年） | 4,834人 | [ 6 ] |  |
| 2005年（平成17年） | 4,592人 | [ 7 ] |  |
| 2010年（平成22年） | 4,423人 | [ 8 ] |  |
| 2015年（平成27年） | 4,246人 | [ 9 ] |  |

### 世帯数の変遷
国勢調査による世帯数の推移。
| 1995年（平成7年）  | 2,063世帯 | [ 5 ] |  |
| 2000年（平成12年） | 1,972世帯 | [ 6 ] |  |
| 2005年（平成17年） | 1,949世帯 | [ 7 ] |  |
| 2010年（平成22年） | 1,960世帯 | [ 8 ] |  |
| 2015年（平成27年） | 1,965世帯 | [ 9 ] |  |

## 事業所
2016年（平成28年）現在の経済センサス調査による事業所数と従業員数は以下の通りである。
| 丁目         | 事業所数  | 従業員数 |
| ------------ | --------- | -------- |
| 勝山南一丁目 | 66事業所  | 346人    |
| 勝山南二丁目 | 42事業所  | 200人    |
| 勝山南三丁目 | 37事業所  | 380人    |
| 勝山南四丁目 | 84事業所  | 880人    |
| 計           | 229事業所 | 1,806人  |

## 交通
- 勝山通
- 今里筋

## 施設
- 生野区役所
- 生野郵便局
- 大阪府立桃谷高等学校
- 大阪偕星学園高等学校
- 大阪市立勝山小学校
- 大阪市立舎利寺小学校

## その他

### 日本郵便
- 〒544-0021[3]（集配局：生野郵便局[11]）